# Acantilados de Loiba
Acantilados de Loiba ("Loibaklipporna") är ett stup i Spanien. Det ligger i provinsen Provincia da Coruña och regionen Galicien, i den nordvästra delen av landet, 500 km nordväst om huvudstaden Madrid. Acantilados de Loiba ligger 120 meter över havet.
Närmaste större samhälle är Viveiro, 17 km sydost om Acantilados de Loiba. 